# Abdij van Le Paraclet

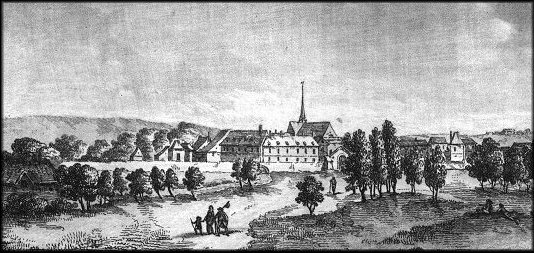
De abdij kort voor de Franse Revolutie

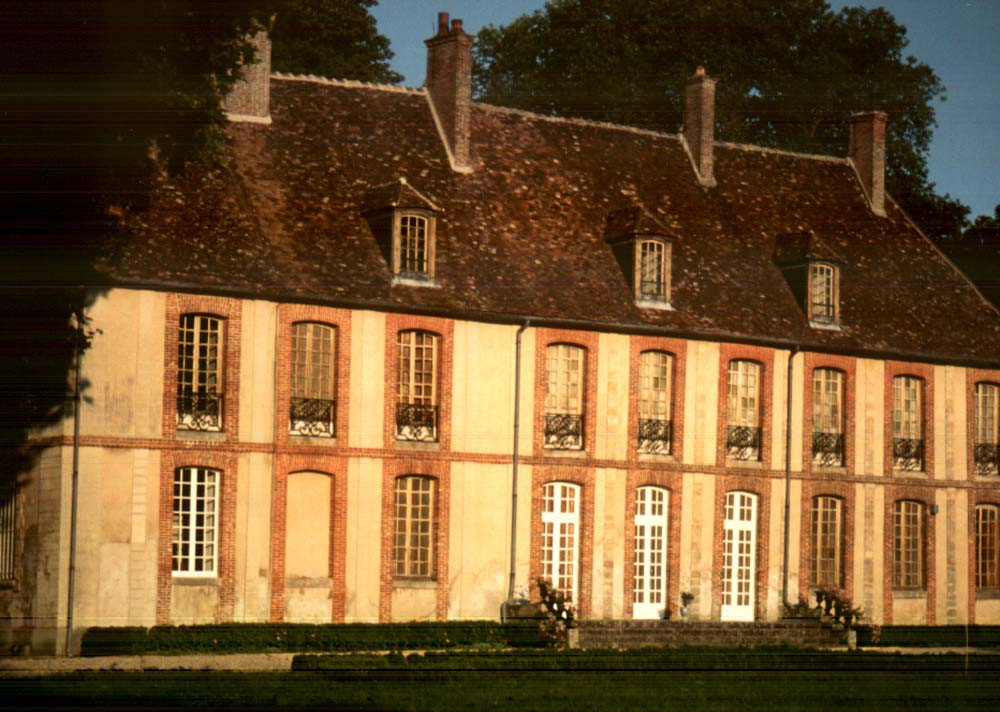
Het voormalig abdissenpaleis

De Abdij van Le Paraclet is een voormalige abdij van benedictinessen nabij Nogent-sur-Seine. De abdij werd gesticht door Petrus Abaelardus en Héloïse was er de eerste abdis. De abdij werd volledig herbouwd in de 17e en de 18e eeuw. De abdij werd opgeheven na de Franse Revolutie en de kerk en een deel van de gebouwen werden daarna afgebroken.

## Geschiedenis
De graaf van Champagne schonk het terrein in de moerassige vallei van de Ardusson aan Abaelardus in 1107. Abaelardus trok zich daar terug en leefde als kluizenaar terwijl hij les bleef geven aan zijn leerlingen. In 1131 stichtte hij er een priorij, vanaf 1135 een abdij, genoemd naar de Parakleet. Héloise, die tot dan abdis was in Argenteuil maar daar was verjaagd, werd eerst priorin en daarna abdis van Le Paraclet. Ze bleef abdis tot haar dood in 1164. Na de dood van Abaelardus in 1142 werd zijn lichaam begraven in Le Paraclet. In 1164 werd Héloïse bij hem in de crypte begraven. Later werd voor hen een graf gebouwd in het koor van de abdijkerk. Reeds voor de Franse Revolutie werden de resten van Abaelardus en Héloïse overgebracht naar de kerk van Nogent-sur-Seine en in de 19e eeuw naar Parijs.
De abdij had te lijden onder de Honderdjarige Oorlog en de Hugenotenoorlogen. De abdij werd volledig heropgebouwd door abdissen uit de familie de la Roche-Foucault tijdens de 17e en 18e eeuw. Na de Franse Revolutie werden de abdijgebouwen in 1792 verkocht als nationaal goed. De abdijkerk en een deel van de gebouwen werden afgebroken en verkocht als bouwmateriaal.

## Gebouwen
De resterende gebouwen liggen deels in de gemeente Ferreux-Quincey, deels in Saint-Aubin. Van de middeleeuwse abdij zijn er geen sporen bewaard gebleven. Het abdissenpaleis uit de 17e en 18e eeuw bleef bewaard, alsook de 17e-eeuwse boerderij, een duiventoren en een voorraadschuur. Deze gebouwen zijn in privébezit.